# Cherbst-Nunatak
Cherbst-Nunatak (bulgarisch нунатак Хербст nunatak Cherbst) ist ein in südost-nordwestlicher Ausrichtung 1,1 km langer, 0,3 km breiter und 1000 m hoher Nunatak auf der Alexander-I.-Insel westlich der Antarktischen Halbinsel. In den Sofia Mountains ragt er 5,51 km ostnordöstlich des Thompson Hill, 9,78 km südöstlich des Mount Braun, 4,32 km südsüdwestlich des Zentrums der Landers Peaks und 6,12 km nordwestlich des Lizard-Nunataks auf. Das Poste Valley liegt nordwestlich, das Nichols-Schneefeld südöstlich von ihm.
Britische Wissenschaftler kartierten ihn 1971. Die bulgarischen Geologen Christo Pimpirew und Borislaw Kamenow besuchten ihn am 2. Februar 1988 gemeinsam mit Philip Nell und Peter Marquis vom British Antarctic Survey. Die bulgarische Kommission für Antarktische Geographische Namen benannte ihn 2017 nach dem bulgarischen Journalisten Josif Cherbst (1875–1925).